# Barry Moore
Felix Barry Moore, född 26 september 1966 i Coffee County i Alabama, är en amerikansk politiker (republikan). Han är ledamot av USA:s representanthus sedan 2021.
Moore besegrade demokraten Phyllis Harvey-Hall i kongressvalet 2020 och efterträdde republikanen Martha Roby i representanthuset.